# 村上浩三
村上 浩三（むらかみ こうぞう、1909年2月28日 - 没年不詳）は、日本の機械工学者。大阪工業大学名誉教授、工学博士。大阪工業大学機械工学科同窓会第2代会長。
専門は、機械動力学（特に歯付ベルト・振動ドリル・ワインダー）、精密工学・繊維機械。

## 略歴
1951年大阪工業大学工学部機械工学科教授、機械工学教室を担当。同大学機械工学科研究室で多数の研究室生を輩出し、その研究室卒業生により「かつら会」が1969年に結成される（2019年同会発足50周年を迎えた）。その後、1973年大阪工業大学名誉教授。
20年以上の長きに渡り大阪工業大学機械工学科にて教鞭を執り、大学初期の機械動力学・精密工学・繊維機械の研究の発展・育成に貢献した。また、大阪工業大学機械工学科同窓会第2代会長も務めた。
主な所属学会は、日本機械学会、精密工学会、日本繊維機械学会など。

## 主な研究
- 振動ドリル切削の研究：振動発生機構と切削諸元の解析[4]
- 歯付ベルトの強度に関する研究 : ベルト歯の荷重分担について
- ドラムワインダーの研究[5]
- フック継手の工作誤差による速度変化の研究